# Всехсвятское
Всехсвя́тское (Всесвя́тское) — бывшее село Московской губернии и уезда, административный центр Всехсвятской волости. С 1917 года в черте города Москвы. В настоящее время территорию села занимают московские районы Аэропорт и Сокол. Культурный слой села Всехсвятского относится к ценным объектам культурного наследия регионального значения.
Село известно с XIV—XV веков. Название села — от храма Всех Святых. В XVIII веке здесь существовала грузинская типография. До открытия Петровского парка Всехсвятское было одним из любимых мест гуляний москвичей. В 1915 году близ Всехсвятского открыто Братское кладбище.

## Название
Название Всехсвятское (или Всесвятское) село получило от церкви во имя Всех Святых, построенной в 1683 году (в настоящее время на месте этой церкви стоит новый храм Всех Святых, построенный в 1733—1736 годах). Предыдущее название села — Святые Отцы. О происхождении этого названия нет единого мнения. По одной из версий, ранее на месте села находился монастырь с храмом, освящённым в честь VII Вселенского Собора святых отцов. Согласно другой версии, в том монастыре жили старцы-отшельники, что и объясняет название села. Разговорное название села — Лужа Отцовская — объясняется тем, что здесь протекали речки Ходынка и Таракановка, периодически подтоплявшие местность. В некоторых источниках встречается название Тресвятское.

## Физико-географическая характеристика
Село Всехсвятское находилось в 5 верстах (5,5 км) от Тверской заставы. Оно располагалось по обе стороны от Петербургского шоссе. Границами села служили: Ходынское поле, Москва-река, Покровское-Стрешнево, Коптево, Петровско-Разумовское и Петровское-Зыково.
Располагалось Всехсвятское на небольшом возвышении у границы бассейнов двух рек: Москвы и Яузы. Высота над уровнем моря — около 158 метров. В почве села Всехсвятского преобладает песок. В связи с этим многие улицы и переулки села получили название Песочные (см. Песчаная улица).
С запада и с юго-востока от села находились два лесных массива: Большая Всехсвятская роща и Малая Всехсвятская роща. Через село протекали реки Таракановка и Ходынка. Во Всехсвятском имелось большое количество колодцев с чистой питьевой водой.

## Население
Динамика населения села Всехсвятского:
| Год     | 1686 | 1704 | 1748 | 1852 | 1859 | 1869 | 1884 | 1890 | 1897 | 1899 | 1912 |
| ------- | ---- | ---- | ---- | ---- | ---- | ---- | ---- | ---- | ---- | ---- | ---- |
| Жителей | 44   | 119  | 460  | 325  | 418  | 431  | 331  | 671  | 1394 | 1376 |      |
| Мужчин  |      |      |      | 153  | 187  | 186  | 144  |      | 790  |      |      |
| Женщин  |      |      |      | 172  | 231  | 245  | 187  |      | 604  |      |      |
| Дворов  |      | 31   |      | 32   | 40   | 75   | 73   |      |      |      | 100  |

### Религия и национальный состав
По данным переписи 1868 года, в селе Всехсвятском был 431 наличный житель и 406 приписных. По данным всеобщей переписи населения 1897 года, из 1394 жителей Всехсвятского 1346 были православного вероисповедания (96,6 %). Большинство жителей села являлись прихожанами храма Всех Святых. В XVIII веке в селе Всехсвятском существовало грузинское поселение. Здесь проживали представители грузинских царских родов со своей свитой. В XIX и начале XX века во Всехсвятском проживали евреи. Некоторое время у них даже была своя синагога, располагавшаяся на Барской стороне Всехсвятского (на запад от Петербургского шоссе).

## История

### Первые упоминания в летописи
Первоначально село Всехсвятское носило имя Святые Отцы. О том, когда село было основано, нет единого мнения. Главным источником информации об истории села Всехсвятского считается книга И. Ф. Токмакова, изданная в конце XIX века к 500-летию села. В этой книге автор пишет, что годом основания села можно считать 1398 год. Якобы к этому году относится упоминание древнего монастыря «во имя Святых Отец», который дал название образовавшемуся около него посёлку, — «село Святые Отцы на речке Ходынке». С Токмаковым согласны и некоторые современные историки (Н. М. Молева, Е. В. Лебедева), которые в своих работах указывают 1398 год как год основания села. Однако, в книге о селе Всехсвятском Токмаков не дал ссылку на первоисточник. О монастыре, давшем название селу, известно очень немного. До конца не ясно, когда и по какой причине его упразднили. Каких-либо документальных или археологических подтверждений существования монастыря не сохранилось.
Ряд современных источников (энциклопедия «Москва», К. А. Аверьянов, С. К. Романюк) считает, что село Святые Отцы было впервые упомянуто в 1498 году в духовной грамоте князя Ивана Юрьевича Патрикеева. Согласно третьей версии, выдвинутой Н. Баландинским, первое упоминание можно отнести к 1389 году, когда Дмитрий Донской во второй духовной грамоте завещал «Ходынскою мельницу» княгине своей. Предположительно, эта мельница относилась к селу Святые Отцы.

### Село в XV — первой половине XVII века
В 1498 году князь Иван Юрьевич Патрикеев завещал село Святые Отцы вместе с другими угодьями своему сыну Ивану. В 1499 году род Патрикеевых оказывается в опале, и село перешло в казну. В 1587 году царь Фёдор пожаловал село протопопу кремлёвского Архангельского собора. С 1599 по 1615 год село Святые Отцы было отдано «на пропитание» епископу Арсению Елассонскому, приехавшему в Москву из Греции.
Ещё одно упоминание в летописи относится к 1599 году, когда Борис Годунов посылал ясельничего и думного дворянина Михаила Татищева в село Святые Отцы для встречи шведского принца Густава. Царь предполагал выдать за него царевну Ксению.
В 1608 году во время войны с Лжедмитрием II в селе стояли лагерем войска царского воеводы Скопина-Шуйского. В районе современного Песчаного переулка князем Скопиным-Шуйским был основан Княжий двор. После внезапного нападения Лжедмитрия II правительственная армия отступила, и самозванец ненадолго занял село. По преданию, перед бегством он зарыл на Княжьем двору свои сокровища.
События Смутного времени привели к тому, что село подверглось почти полному разорению. Писцовая книга 1624 года описывала эту местность как пустошь, «что было село Святые Отцы на речке на Ходынке». Пустошь Святые Отцы продолжала находиться во владениях Архангельского собора. По решению Земского собора 1648—1649 годов о передаче церковных земель государству пустошь поступила в дворцовое ведомство.

### Всехсвятское во второй половине XVII — первой трети XIX века
После 1678 года эти земли получил Иван Михайлович Милославский, один из главных инициаторов первого стрелецкого бунта. Село стало вновь заселяться. По инициативе Милославского в 1683 году была построена небольшая каменная церковь во имя Всех Святых, после чего село стало официально именоваться Всехсвятским. В 1685 году Иван Михайлович умер, и село досталось по наследству его единственной дочери, Федосье Ивановне Милославской.
По описанию 1686 года, в селе стоял «двор боярской, а в нем живет прикащик, да двор конюшенный, и скотный со всяким дворовым строением, да к селу ж Всесвятскому на речке на Ходынке построена вновь мельница, мелет в 4 колеса. Всего в селе и на мельнице дворовых, и кабальных, и задворных людей и поваров 44 человека».
В 1688 году Федосья Ивановна вышла замуж за имеретинского царевича Александра Арчиловича, который вместе с отцом, Арчилом II, и братьями переехал из Грузии в Россию в 1681 году. В Москве он подружился с молодым Петром I.
После смерти Федосьи Ивановны в 1695 году село Всехсвятское по именному указу Петра I перешло к царевичу Александру Арчиловичу. С этого момента Всехсвятское стало одним из двух центров грузинской колонии в Москве (второй — в районе Грузинских улиц). Среди поселившихся во Всехсвятском грузин были просветитель Сулхан-Саба Орбелиани и поэт Мамука Бараташвили.
В 1700 году во время Северной войны на битве при Нарве Александр Арчилович попал в плен (где он и умер в 1711 году). Управление селом перешло к его отцу, Арчилу II. При нём во Всехсвятском была основана первая грузинская типография, где печатались церковные и богослужебные книги на грузинском языке. После смерти Арчила II в 1713 году Всехсвятское унаследовала его дочь, Дарья Арчиловна.
В первой трети XVIII века во Всехсвятском неоднократно останавливались императоры перед въездом в Москву. В январе 1722 года во Всехсвятском гостил Пётр I, а затем из села в Кремль началось маскарадное шествие, посвящённое Ништадтскому миру — победе в Северной войне. В 1720-х годах во Всехсвятское при содействии Петра I переехал освободившийся из персидского плена грузинский царь Вахтанг VI с сыновьями Бакаром и Георгием.
В селе Всехсвятском происходили и важные политические события. В 1728 году в доме Дарьи Арчиловны умерла заболевшая корью дочь царевича Алексея, великая княжна Наталья Алексеевна. Эта смерть послужила поводом для слухов о тайном заговоре. В момент смерти великой княжны рядом с ней была единственная свидетельница, Анна Крамер, которую впоследствии щедро наградили.
В феврале 1730 года перед въездом в Москву во дворце Всехсвятского на несколько дней останавливалась императрица Анна Иоанновна. Там она готовилась к торжественному въезду в Москву и встречалась с представителями Верховного тайного совета.
В 1733—1736 годах по инициативе княгини Дарьи Арчиловны на месте старой церкви возвели новый храм Всех Святых, который дошёл до наших дней. Один из приделов храма — Анны Пророчицы — назвали в честь тезоименитства Анны Иоанновны.
Дарья Арчиловна умерла, не оставив наследников. В 1748 году село было пожаловано её ближайшим родственникам, сыновьям Вахтанга VI, — царевичам Бакару и Георгию Вахтанговичам; Всехсвятское поделили между ними. Бакару Вахтанговичу досталось 84 дворовых и 104 крестьянина, Георгию Вахтанговичу — 85 дворовых и 187 крестьян. Спустя два года Бакар умер, и его половина села досталась его вдове Анне Егоровне с сыновьями Леоном и Александром. Другая же половина Всехсвятского после смерти Георгия Вахтанговича в 1786 году согласно его завещанию перешла к Екатерине II. Село официально разделилось на два владения — Малое Всехсвятское и Большое Всехсвятское.
Александр Бакарович умер в 1791 году, и его владения унаследовал сын — Георгий Александрович Грузинский. Он обновил зимний дворец села Всехсвятского, выстроил новый летний и разбил роскошный сад.
Во время нашествия Наполеона в 1812 году Всехсвятское сильно пострадало. Все постройки сожгли, пруды спустили, церковь разорили мародёры. Но вскоре после Отечественной войны село восстановили с новой роскошью. В саду Всехсвятского установили статуи, изображавшие российских воинов в различных формах амуниции.

### Всехсвятское во второй трети XIX — начале XX века
После прокладки в 1830-x годах Петербургского шоссе Всехсвятское превратилось в шумный московский пригород. Князь Георгий Александрович уехал из села в своё нижегородское имение Лысково, где и умер в 1852 году. Его имения достались по наследству его дочери, графине А. Г. Толстой, известной своей благотворительностью и покровительством Н. В. Гоголю. Она вскоре продала свою часть Всехсвятского в частные руки. Другая же часть села перешла от князей Грузинских в казну.
После крепостной реформы 1861 года Всехсвятское стало волостным центром. Земли села распродавались и приспосабливались под дачи. На этих дачах предпочитали селиться семьи офицеров, служивших в летних военных лагерях на Ходынском поле. Одна из дач принадлежала сиреневоду Л. А. Колесникову, там он занимался селекцией сирени. В конце XIX века население Всехсвятского увеличивалось быстрыми темпами.
В конце XIX века во Всехсвятском открылись несколько фабрик и заводов. Рядом с платформой Подмосковная Виндавской железной дороги появились ремонтные мастерские и рабочий посёлок. Многие рабочие-мигранты снимали квартиры у местных жителей или жили прямо на фабриках.
На рубеже XIX—XX веков во Всехсвятском открыли несколько инвалидных домов, известных далеко за пределами Москвы: Алескандровское, Алексеевское и Сергиево-Елизаветинское убежища. С началом Первой мировой войны во Всехсвятском появилось Московское городское Братское кладбище, где хоронили погибших воинов.

### Всехсвятское в годы Советской власти
В 1917 году село Всехсвятское вошло в состав Москвы. Оно стало частью Бутырско-Всехсвятского района (с 1920 — Краснопресненского, с 1939 года — Ленинградского района). Во время Октябрьского вооружённого восстания в селе Всехсвятском был избран военно-революционный комитет, размещавшийся в народном доме (имел адрес Ленинградский проспект, 61; снесён в конце 1970-х).
В начале 1923 года Всехсвятское было электрифицировано. В 1924 году в село был проведён водопровод. В 1926 году была открыта районная телефонная станция.
В 1920-х годах на окраине села в Большой Всехсвятской роще возник первый в Москве кооперативный жилой посёлок «Сокол», который сохранился до наших дней. В честь этого посёлка впоследствии получили названия станция метро и весь окружающий район.
В 1918 году, после смерти революционера Г. А. Усиевича, местный совет постановил переименовать село Всехсвятское посёлок Усиевича, однако название не прижилось. До конца 1940-х годов в документах и на картах Москвы эта местность обозначается как Всехсвятское. Имя Усиевича сохранили лишь 1-я, 2-я и 3-я Всехсвятские улицы.
В начале 1940-х этот район всё ещё выглядел как сельская местность. Здесь располагались в основном 1—2-этажные дома. Но с 1948 года в районе началось активное жилищное строительство. Вдоль Новопесчаной улицы возведены кварталы многоэтажных сталинских домов. Немного позже застроили кварталы села Всехсвятского, расположенные к востоку от Ленинградского шоссе. Кладбища села Всехсвятского ликвидировали, реки Таракановка и Ходынка убрали в коллекторы.

## Дворцы
На рубеже XVII—XVIII веков при Александре Арчиловиче в селе Всехсвятском был построен деревянный зимний дворец. Этот дворец до возведения в конце XVIII века Петровского путевого дворца служил местом остановки для царских особ перед въездом в Москву. Во дворце села Всехсвятского останавливались Пётр I, Анна Иоанновна и Екатерина II.
В конце XVIII — начале XIX века при князе Георгии Александровиче зимний дворец был поновлён и выстроен новый летний. Рядом с дворцом разбили роскошный сад с редкими растениями, а за ним — английский парк. В саду находилась большая оранжерея. Сад летнего дворца спускался к пруду на речке Таракановке. В центре пруда устроили искусственный остров. По праздникам в беседке на острове пели цыгане, а гости в роскошных гондолах катались по пруду. Зимний и летний дворцы снесли к середине XIX века, а на их месте появились дачи.
В начале XIX века разрабатывался план строительства в саду села Всехсвятского, принадлежавшего Экспедиции кремлёвского строения, императорских дворцов (рис. слева). Этот проект приписывается архитектору И. В. Еготову. На нём схематически обозначены дворцы и канал, в который предполагалось превратить речку Таракановку. Но этот план фактически остался нереализованным.
По мнению археологов, проводивших в 1950-х годах раскопки, один из дворцов находился в районе современного Песчаного переулка. Здесь было найдено множество изразцов и осколки фаянсового сервиза с гербом князей Грузинских.

## Храмы

### Храм Всех Святых во Всехсвятском
Храм Всех Святых во Всехсвятском является самой древней постройкой села, дошедшей до наших дней. Ныне существующее здание было построено в 1733—1736 годах на месте старой церкви Всех Святых, основанной в 1683 году. Инициатором строительства выступила имеретинская царевна Дарья Арчиловна, которой в тот момент принадлежало село Всехсвятское. Службы в храме одно время велись на грузинском языке.
В 1798 году храм Всех Святых поновлён, в нём устроен иконостас, на левом клиросе — царское место. В 1812 году храм подвергся разорению наполеоновским войском. Французские солдаты устроили в нём стойло для лошадей. Но уже на следующий год храм восстановили и вновь освятили. В связи с быстрым увеличением населения села Всехсвятского во второй половине XIX — начале XX века церковь дважды расширялась и перестраивалась (в 1886 году архитектором А. П. Поповым и в 1902—1903 годах архитектором Н. Н. Благовещенским).
В 1923 году храм захватили обновленцы, но до конца 1930-х годов в нём ещё проходили службы. В 1939 году храм закрыли, а его пятиярусный иконостас публично сожгли во дворе; внутри здания разместился склад. В 1945 году местные жители добились разрешения открыть храм, и уже к Пасхе 1946 года его вновь освятили.

### Храм Александра Невского при Александровском убежище
Храм во имя святого благоверного князя Александра Невского находился на территории Александровского убежища. Его заложили в 1881 году при участии Великого князя Николая Николаевича Старшего и освятили в 1883 году. Храм построили в память об императоре Александре II, погибшем в 1881 году в результате покушения. Средства на строительство и отделку храма предоставили частные лица и несколько торгово-промышленных заведений Москвы. Авторами проекта были архитекторы А. П. Попов и А. Н. Козлов. Вскоре после строительства из-за роста числа прихожан появилась необходимость расширить храм. В 1892 году архитектор В. П. Загорский разработал проект перестройки храма, предусматривавший увеличение площади трапезной, алтаря и возведение колокольни.
В апреле 1923 года власти закрыли храм. Всю церковную утварь изъяли; в помещении храма расположился клуб опытно-показательной колонии им. Карла Маркса. В 1928 году здание церкви частично разобрали. До 1963 года оно ещё стояло во дворе протезного завода, а затем его окончательно снесли.

### Храм Спаса Преображения на Братском кладбище
Храм Спаса Преображения заложили в 1915 году на Братском кладбище. Средства на его строительство пожертвовали супруги Катковы, потерявшие в Первой мировой войне двух сыновей. Согласно их задумке, храм должен был иметь приделы во имя архангела Михаила и апостола Андрея Первозванного — по тезоименитству сыновей. Проект храма подготовил архитектор А. В. Щусев, задумавший его в средневековом русском стиле. Придел во имя Архангела Михаила освятили 8 августа 1916 года, а придел во имя Андрея Первозванного — 15 января 1917 года. Основной храм освятили в декабре 1918 года.
В 1924 году возникло предложение закрыть храм и передать его техникуму инвалидов. В 1938 году в здании церкви разместилась мастерская скульпторов, лепивших конную статую М. В. Фрунзе. Здание окончательно снесли в конце 1940-х годов с началом застройки района Песчаных улиц.

## Кладбища

### Всехсвятское кладбище
Кладбище при церкви Всех Святых известно с XVIII века. Здесь были похоронены многие представители грузинских княжеских родов (Багратионы, Цициановы и другие). По некоторым данным, на Всехсвятском кладбище похоронен грузинский писатель Сулхан-Саба Орбелиани. В конце XIX века на этом кладбище хоронили зажиточных крестьян. При этом древние могильные плиты зачастую уничтожали, переставляли с места на место или использовали в качестве строительного материала. Площадь территории кладбища составляла 0,889 га.
Кладбище существовало до 1982 года, после чего было уничтожено по распоряжению о ликвидации кладбищ в черте Москвы. Тем не менее, до наших дней сохранились некоторые надгробные плиты. Среди них — пирамидальное надгробие на могиле князя И. А. Багратиона, отца полководца П. И. Багратиона.

### Арбатецкое кладбище
Арбатецкое кладбище существовало ещё в XIX веке и располагалось на западной окраине села. Тогда оно называлось Солдатским кладбищем и на нём не было даже часовни. В основном там хоронили бедных крестьян. Площадь территории кладбища составляла 1,27 га.
Кладбище функционировало и в советское время вплоть до 1960-х годов. Затем кладбище ликвидировали; останки людей, востребованные родственниками, перезахоронили. Сейчас на месте кладбища разбит небольшой сквер у чётной стороны улицы Алабяна. На территории бывшего кладбища сохранилось два дореволюционных надгробия.

### Братское кладбище
Вскоре после вступления России в Первую мировую войну Великая княгиня Елизавета Фёдоровна выступила с инициативой о создании Братского кладбища в Москве. Оно предназначалось для жертв войны, умерших в московских госпиталях. Под это кладбище у А. Н. Голубицкой был выкуплен земельный участок в селе Всехсвятском. Открытие кладбища состоялось 15 февраля 1915 года. На нём похоронили около 18 тысяч солдат, офицеров, врачей, сестёр милосердия и лётчиков, погибших на войне. В 1918 году на Братском кладбище освятили храм во имя Преображения Господня, построенный по проекту архитектора А. В. Щусева.
В середине 1920-х годов Братское кладбище закрыли для захоронений. В 1930-х годах на месте кладбища разбили парк; все надгробия, за исключением одного, снесли. Кладбище окончательно ликвидировали в конце 1940-х годов в связи с застройкой района Песчаных улиц. В конце XX — начале XXI веков в парке установили множество мемориальных знаков и открыли часовню в память о погибших.

## Благотворительные учреждения

### Александровское убежище
Александровское убежище для увечных и престарелых воинов русско-турецкой войны появилось у села Всехсвятского в 1878 году. Его назвали Александровским в память об императоре Александре II. Располагалось убежище на левой стороне Петербургского шоссе у Малой Всехсвятской рощи. Строительство осуществлялось за счёт пожертвований различных благотворительных организаций и частных лиц. При убежище построили храм Александра Невского и разбили парк. К 1898 году в Александровском убежище находилось 15 домов для нижних чинов, дом управления, хозяйственный дом, лазаретный дом, аптека с амбулаторией, баня, дом для помещения причта и прачечная. Здесь могли проживать более 100 человек.
В 1934 году на месте убежища возвели здания Института изучения труда инвалидов. Затем здесь построили протезный завод; позднее — комплекс административных зданий. От убежища получили своё названия Инвалидные улицы и Инвалидный рынок (ныне Ленинградский).

### Алексеевский приют
Алексеевский приют для раненых, увечных и престарелых офицеров учредили в 1893 году. Алексеевское убежище разместилось в двухэтажном доме, построенном в итальянском стиле архитектором И. П. Залесским. В здании находился один общий зал, столовая, ванная, библиотека, кухня и подвал. В доме имелся водопровод; во дворе разбили садик с газонами и клумбами. Алексеевское убежище предназначалось для проживания 10 офицеров; для них отводились отдельные комнаты.
Располагался Алексеевский приют близ Петербургского шоссе (напротив современной станции метро «Аэропорт»). В 1910-х годах здание приюта передали под общежитие Императорского Московского общества воздухоплавания. В советское время здание Алексеевского убежища снесли.

### Сергиево-Елизаветинское убежище
В 1907 году при селе Всехсвятском по инициативе Великой княгини Елизаветы Фёдоровны основали Сергиево-Елизаветинское убежище для увечных воинов русско-японской войны. Оно располагалось в Малой Всехсвятской роще рядом с Александровским и Алексеевским приютами. К 1909 году комплекс строений убежища включал в себя один трёхэтажный кирпичный жилой дом, хозяйственный дом, электростанцию и несколько деревянных хозяйственных пристроек. На верхнем этаже главного здания убежища находился храм во имя преподобного Сергия и праведной Елизаветы. Помимо инвалидов русско-японской войны в убежище принимали полицейских, раненых при исполнении служебного долга, и сирот, чьи родители погибли на войне. В приюте, рассчитанном на проживание около 100 человек, имелось начальное училище с ремесленным отделением для детей. Был даже собственный духовой оркестр. В 1918 году убежище закрыли; позднее постройки убежища полностью снесли.

### Санаторий «Ромашка»
В начале XX века Елизавета Фёдоровна основала при селе Всехсвятском ещё одно благотворительное учреждение — детский приют санаторного типа «Ромашка». Он находился в Большой Всехсвятской роще рядом со станцией Серебряный Бор. В приюте лечили детей, больных туберкулёзом. Название приюта объяснялось тем, что цветок белой ромашки является символом движения по борьбе с туберкулёзом. Каждому, кто жертвовал свои средства санаторию, в знак благодарности вручался большой букет ромашек. Приют возглавила О. И. Богословская, сподвижница Елизаветы Фёдоровны и член общины Марфо-Мариинской обители. Санаторий «Ромашка» просуществовал до 1930-х годов. Затем в его зданиях размещался приют для беспризорных детей, а после войны все его постройки снесли.

## Экономика

### Промышленность
Земские деятели второй половины XIX века относили Всехсвятское к промышленным поселениям, то есть значительную часть жителей составляли рабочие заводов, фабрик и железных дорог. За последнее 40-летие XIX века промышленность села выросла примерно в 3,4 раза. По данным 1910 года, годовой оборот, приходившийся на одного жителя села, составлял 431 рубль. Промышленность составляла 67 % от торгово-промышленной деятельности села.
В конце XIX века в селе Всехсвятском существовали следующие фабрики и заводы:
- Вышивальная фабрика торгового дома «Михаил Тимашёв и Ко», открытая в 1886 году[104]. На фабрике шили различное бельё и платья. К 1898 году на фабрике было 16 вышивальных ручных машин, 2 паровых котла и 2 паровые машины; работали 25 мужчин и 45 женщин. Рабочие имели страховку от несчастных случаев[105].
- Фарфоровый завод «Изолятор», основанный в 1894 году художником, потомственным дворянином Н. П. Сорохтиным[106]. Первоначально на заводе делали керамическую посуду. В 1896 году для завода приобрели земельный участок и построили новое здание. В 1897 году завод приобрела Е. Н. Чоколова — художник-прикладник, совладелица основанной С. И. Мамонтовым художественно-гончарной мастерской «Абрамцево», жена компаньона Мамонтова по строительству железных дорог С. П. Чоколова. Новая владелица пыталась наладить на заводе производство художественных изделий, в чём Чоколовой активно помогал Мамонтов, но широко оно так и не развернулось[107]. Завод изменил специализацию на выпуск фарфоровых изоляторов к телефонным и телеграфным проводам[108]. В 1897 году на заводе работало более 200 человек[109]. В литературе о Кузьме Петрове-Водкине упоминается, что в 1900 году живописец работал в селе Всехсвятском на заводе Сорохтина, однако название завода не уточняется[110]. Завод «Изолятор» продолжает существовать и по сей день. Лишь в 2008 году он переехал в Московскую область[111].
- Мыловаренный и химический завод фирмы «Польза», основанный Н. П. Сорохтиным недалеко от завода «Изолятор» в 1896 году. Завод специализировался на выпуске различных видов мыла[112].
- Парфюмерный завод Селецкого, существовавший во Всехсвятском до 1896 года[113].
- Кирпичный завод Туманова, появившийся в 1870-х годах, но просуществовавший меньше полугода[114].
- Типография и переплётная мастерская, открытая купцом И. Г. Погудкиным в конце XIX века[115].

### Торговля и сфера услуг
На экономику Всехсвятского влияло выгодное географическое положение: село находилось рядом с Москвой на Петербургском шоссе, рядом располагались Ходынские военные лагеря. Поэтому к концу XIX века крестьяне перестали заниматься сельским хозяйством. Они стали строить на своих землях дачи и заниматься торговлей. Цены на землю росли очень быстро: за последнюю четверть XIX века цена за квадратную сажень возросла с 15 копеек до 4 рублей.
По данным 1869 года, в селе Всехсвятском было 66 лошадей, 66 коров и 12 голов мелкого скота. В начале XX века в селе был открыт ветеринарный пункт.
В селе Всехсвятском располагалось множество предприятий сферы услуг. В 1884 году здесь было восемь лавок, девять трактиров и один питейный дом; в 1898 году — пять лавок, пять трактиров и один загородный ресторан. В 1910-х годах действовал электро-театр (кинотеатр) «Прогресс». Их промыслов было распространено вязание чулок.

### Транспорт
Через Всехсвятское проходила важная дорога Москва — Санкт-Петербург, что способствовало развитию междугородного транспорта. Уже в 1820 году в селе открылась станция дилижансов. В конце села, на развилке нынешних Ленинградского и Волоколамского шоссе, до начала XX века находился шлагбаум для взимания шоссейного сбора.
В начале XX века в селе появились железные дороги. В 1901 году близ села Всехсвятского прошла линия Виндавской железной дороги и открылась станция Подмосковная. В 1908 году состоялось торжественное открытие станции Серебряный Бор Окружной железной дороги. Станция была построена в Большой Всехсвятской роще.
В 1897 году от Брестского (Белорусского) вокзала до села Всехсвятского была устроена первая в Москве велосипедная дорожка. Она пользовалась большой популярностью у велосипедистов. В 1926 году велосипедная дорожка была отремонтирована.
Первые планы прокладки в село Всехсвятское линии конки или электрического трамвая появились ещё в конце XIX века. В 1900 году Московская губернская земская управа заключила договор с 1-м Обществом конно железных дорог о продлении линии «Тверская застава — Петровский парк» до села Всехсвятского. К этому проекту возвращались в 1915 году, когда предполагалось продлить трамвайную линию от Петровского парка до села с ответвлением на Братское кладбище. Однако первый трамвай появился во Всехсвятском 4 августа 1922 года: маршрут № 13 шёл от села до площади у Страстного монастыря. По случаю открытия трамвайного движения на конечной остановке был устроен торжественный митинг.
В начале 1930-х были разработаны планы строительства в Москве первой троллейбусной линии. Было решено, что она пройдёт от Тверской заставы до села Всехсвятского. Для этого во Всехсвятском (в Головановском переулке) построили небольшой гараж с мастерскими на четыре места. Регулярное троллейбусное движение открыли 15 ноября 1933 года.
21 февраля 1926 года село Всехсвятское связало с центром Москвы автобусная линия маршрута № 6, которая ранее шла от Сокольников до Петровского парка. Поскольку в ночное время движение троллейбусов прекращалось, в июле 1937 года ночная автобусная линия «Черёмушки — Белорусский вокзал» была продлена до села Всехсвятского.
План строительства линии метро с конечной остановкой «Всехсвятское» появился в 1933 году. Позднее он неоднократно корректировался. В последующих планах название станции изменили на «Сокол» (в честь кооперативного жилого посёлка «Сокол»). Открытие станции метро «Сокол» состоялось 11 сентября 1938 года.

## Управление
С 1861 года село стало административным центром Всехсвятской волости. Во Всехсвятском разместилось волостное правление. Оно занималось наймом и увольнением волостных должностных лиц, распоряжалось волостными средствами и удостоверяло имущественные сделки. Всехсвятская волость охватывала территорию до деревни Химки и села Бусиново на севере, деревень Захарково и Иваньково на северо-западе и деревни Петровское-Зыково на востоке.
Во Всехсвятском находилась становая квартира 3-го стана. Становой пристав выполнял полицейские функции на части территории Московского уезда. К тому же во Всехсвятском располагался отряд конной стражи. В 1901 году была основана пожарная сельская дружина. В начале 1920-х годов во Всехсвятском размещались 22-е отделение милиции и Октябрьская пожарная часть.

## Здравоохранение
В начале XX века на село Всехсвятское и соседние деревни приходился один земский врач. Отдельные лечебные заведения были на крупных заводах и фабриках.
На Петербургском шоссе находилась аптека с амбулаторией. Она относилась к Александровскому убежищу, но пользоваться ей могли и жители села Всехсвятского. Ещё одна амбулатория действовала в Амбулаторном переулке. В 1927 году была проведена её реконструкция.
В 1898 году на Петербургском шоссе близ села Всехсвятского открылась лечебница для алкоголиков врача А. М. Коровина — одно из первых подобных заведений в России. В двухэтажном здании находилось 20 палат. Лечебница имела собственную электростанцию. Сроки лечения были разными: 4—6 месяцев для лёгких случаев алкоголизма и 8—14 месяцев для тяжёлых. В 1909 в лечебнице произошёл пожар, после чего Коровин продал её другому врачу. В 1911 году она вновь открылась как Всехсвятская санатория для нервных и внутренних больных на 40 коек.
В 1919 году на окраине села Всехсвятского появилась детская консультация. Она занимала особняк в Лазовском переулке, приспособленный под лечебницу (здание сохранилось до наших дней). Изначально там работал всего один врач, но к 1922 году штат был увеличен до трёх педиатров.

## Образование
К 1884 году во Всехсвятском имелись две школы: мужская и женская. В начале XX века во Всехсвятском действовало три земских училища. Несмотря на это, статистические данные 1900 года свидетельствуют о низком уровне грамотности населения. Из 1223 человек крестьянского населения грамотными или учащимися были лишь 178 человек. Это объяснялось тем, что учебные заведения Всехсвятского обслуживали преимущественно не крестьян, а сторонних жителей, которых насчитывалось около 400 человек.
В 1902 году при храме Всех Святых открылась церковно-приходская школа. В 1908 году во Всехсвятском появилась гимназия для совместного обучения мальчиков и девочек. В 1915 году учредили Всехсвятскую земскую публичную библиотеку. Вхождение села в состав Москвы способствовало развитию образования: в 1930-х годах здесь открылись несколько общеобразовательных школ. В 1927 году началось строительство нового здания для школ инвалидов.

## Упоминание в литературе
Село упоминается в последних строках романа А. Н. Радищева «Путешествие из Петербурга в Москву»:
Но, любезный читатель, я с тобою закалякался… Вот уже Всесвятское… Если я тебе не наскучил, то подожди меня у околицы, мы повидаемся на возвратном пути. Теперь прости.
— Ямщик, погоняй.
Москва! Москва!!!..
С селом связан рассказ Г. И. Успенского «Народное гулянье в селе Всесвятском».

### Книги
- Алексеева Е. М., Павлинов П. П., Церевитинов С. С., Зыков Н., Русакова Е., Соляник Н. А. Посёлок Сокол: история посёлка и его жителей. — М.: Олма-пресс, 2004. — 208 с. — ISBN 5-224-03302-0.
- Белов А. В. Москва, московские пригороды, пригородные поселения во второй половине XIX — начале XX века. — М.: Папирус ПРО, 2005. — 182 с. — ISBN 5-901054-28-8.
- Вайнтрауб Л. Р., Карпова М. Б., Скопин В. В. Храмы северного округа. — М.: Старая Басманная, 1997. — 272 с. — ISBN 5-8468-0052-1.
- Дёмин А. А. Ходынка: от Дмитрия Донского до наших дней. — М., 1997. — 142 с.
- Михайлов К. П. Поруганная слава. — М.: Яуза, Эксмо, 2007. — 400 с. — ISBN 978-5-699-21434-1.
- Молева Н. М. Древняя быль новых кварталов. — М.: Моск. рабочий, 1982. — 224 с.
- Павлова Т. Г. Северный край Москвы (с древнейших времен до 1917 года). — М.: Научный мир, 1999. — 400 с. — ISBN 5-89176-046-0.
- Пучков С. В. Московское городское Братское кладбище. — М., 1915. — 31 с.
- Романюк С. К. Москва за Садовым кольцом. — М.: АСТ: Астрель, 2007. — 895 с. — ISBN 978-5-17-044643-8.
- Романюк С. К. По землям московских сёл и слобод. Часть II. — М.: Сварог и Ко, 1999. — 512 с. — ISBN 5-93070-017-6.
- Токмаков И. Ф. Историко-статистическое и археологическое описание села Всехсвятского Московской губернии и уезда 1398—1898 гг. — М., 1898. — 88 с.
- Токмаков И. Ф. Благотворная Пастырская Деятельность. Священник Церкви села Всехсвятского московского уезда о. Сергей Николаевич Лебедев, основатель Куркинского, Всехсвятского и Николо-Бутырского Обществ Трезвости. 1889-1911 г.г. — М., 1912.
- Район Сокол: вчера, сегодня, завтра / Редакция газеты «Московский Сокол». — М.: Деловая книга, 2008. — 256 с.
- История московских районов. Энциклопедия / Под ред. Аверьянова К. А.. — М.: Астрель, 2005. — 832 с. — ISBN 5-271-11122-9.
- Памятники архитектуры Москвы. Окрестности старой Москвы (северо-западная и северная части территории от Камер-Коллежского вала до нынешней границы города). — М.: Искусство — XXI век, 2004. — ISBN 5-9805101-1-7.
- Северный округ Москвы / Под ред. Е. Н. Мачульского. — М.: Энциклопедия российских деревень, 1995. — 383 с. — ISBN 5-80367-005-9.
- Северный округ Москвы. XX век / Под ред. Е. Н. Мачульского. — М.: Энциклопедия российских деревень, 1997. — 735 с. — ISBN 5-88367-019-02.

### Статьи
- Арсеньев А. А., Морозова М. С. Московское городское Братское кладбище // Военно-исторический архив : Журнал. — 2005. — № 10 (70).
- Николай Баландинский. О начальной истории села Всехсвятского // Московский журнал : Журнал. — 1992. — № 7.
- Бочаров Н. П. Подмосковная старина. Село Всехсвятское // Московский листок. — 1890. — № 211, 213.
- Молева Н. М. Всесвятское-Сокол // Вопросы истории : Журнал. — 1980. — № 7.
- Леонид Павлов. Сокол-Всехсвятское // Архитектура и строительство Москвы : Журнал. — 1990. — № 2,3.
- Рамазашвили Г. Р. Страницы бытования известного прихода и погоста (сословные, конфессиональные, национальные и профессиональные характеристики прихожан Всехсвятской церкви в г. Москва (по материалам последней трети XVIII-XIX вв.) // Кадашевские Чтения. — 2017. — № XX. — С. 324—378.